# آنیک نوون
آنیک نوون (انگلیسی: Aniek Nouwen؛ زادهٔ ۹ مارس ۱۹۹۹) بازیکن فوتبال اهل پادشاهی هلند است.
از باشگاه‌هایی که در آن بازی کرده‌است می‌توان به باشگاه فوتبال زنان چلسی اشاره کرد.
وی همچنین در تیم‌های ملی فوتبال زنان هلند بازی کرده‌است.